# Зимові Дефлімпійські ігри 1979
IX Зимові Дефлімпійські ігри пройшли в м. Мерібель, Франція з 21 по 27 січня 1979 року. У змаганнях взяло участь 113 спортсменів з 14 країн.

## Дисципліни
Змагання пройшли з 3 спортивних дисциплін (2 — індивідуальні, 1 — командна).

### Індивідуальні
| - Гірськолижний спорт - Лижні гонки |

### Командні
| - Лижна естафета |

## Країни-учасники
У IX Зимових дефлімпійських іграх взяли участь спортсмени з 14 країн :
| - Австралія - Австрія - Італія - Канада - Норвегія - Польща - СРСР |  | - США - Фінляндія - Франція - ФРН - Швейцарія - Швеція - Японія |

## Нагороди
Країна господар (Франція)
| Місце    | Країна    | Золото | Срібло | Бронза | Загалом |
| -------- | --------- | ------ | ------ | ------ | ------- |
| 1        | СРСР      | 5      | 5      | 3      | 13      |
| 2        | Франція   | 2      | 4      | 1      | 7       |
| 3        | Австрія   | 2      | 1      | 0      | 3       |
| 4        | Швейцарія | 2      | 0      | 2      | 4       |
| 5        | Фінляндія | 1      | 0      | 2      | 3       |
| 6        | Норвегія  | 0      | 2      | 0      | 2       |
| 7        | Італія    | 0      | 0      | 2      | 2       |
| 8        | Німеччина | 0      | 0      | 1      | 1       |
| 8        | Швеція    | 0      | 0      | 1      | 1       |
| Загалом: | Загалом:  | 12     | 12     | 12     | 36      |